# Kacper Kozłowski (atleet)
Kacper Kozłowski (Olsztyn, 7 december 1986) is een Poolse sprinter, die is gespecialiseerd in de 400 m. Zijn grootste prestaties behaalde hij op de 4 x 400 m estafette. Hij nam eenmaal deel aan de Olympische Spelen, maar won hierbij geen medailles.

## Loopbaan
In 2005 nam Kozłowski deel aan de wereldkampioenschappen voor junioren in Kaunas. Hier werd individueel vierde op de 400 m en won een bronzen medaille op de 4 x 400 m estafette in 3.09,75.
Op de wereldkampioenschappen van 2007 in Osaka won Kozłowski met zijn teamgenoten Marek Plawgo, Daniel Dąbrowski en Marcin Marciniszyn een bronzen medaille op de estafette. Met een tijd van 3.00,05 eindigden ze achter de estafetteploegen uit de Verenigde Staten (goud; 2.55,56) en de Bahama's (zilver; 2.59,18). Individueel sneuvelde hij op de 400 m al in de voorrondes met een tijd van 45,83 s. Op de Olympische Spelen van 2012 in Londen kwam hij alleen uit op de 4 x 400 m estafette. Daar werd hij in de kwalificatieronde uitgeschakeld met een tijd van 3.02,86.
Kozłowski is aangesloten bij AZS-UWM in Olsztyn. Hij studeert aan de Universiteit van Ermland-Masuren in dezelfde plaats. 

## Titels
- Europees indoorkampioen 4 x 400 m - 2017

## Persoonlijke records
Outdoor
| Onderdeel | Prestatie | Datum             | Plaats        |
| --------- | --------- | ----------------- | ------------- |
| 100 m     | 10,86 s   | 11 september 2009 | Zielona Góra  |
| 200 m     | 21,05 s   | 10 juni 2007      | Bydgoszcz     |
| 400 m     | 45,24 s   | 28 juli 2010      | Barcelona     |
| 600 m     | 1.24,29   | 29 september 2001 | Bielsko-Biała |
| 800 m     | 1.52,80   | 24 september 2006 | Warschau      |

Indoor
| Onderdeel | Prestatie | Datum            | Plaats |
| --------- | --------- | ---------------- | ------ |
| 300 m     | 34,41 s   | 9 februari 2014  | Gent   |
| 400 m     | 46,76 s   | 23 februari 2014 | Sopot  |

## Prestaties

### 400 m
- 2005: 2e in ½ fin. EK U20 - 46,60 s
- 2005: 4e WK U20 - 46,87 s
- 2007:  EK U23 - 45,86 s
- 2009: 4e Universiade - 46,37 s
- 2010: 8e EK - 46,07 s
- 2012: 4e in ½ fin. EK - 46,54 s

### 4 x 400 m
- 2005:  WK U20 - 3.09,75
- 2007:  WK - 3.00,05
- 2009:  Universiade - 3.05,69
- 2009: 5e WK - 3.02,23
- 2010: 5e EK - 3.03,42
- 2011: 11e in serie WK - 3.01,84
- 2012: 4e in ½ fin. EK - 3.02,37
- 2012: 5e in serie OS - 3.02,86
- 2014:  EK - 2.59,85
- 2017:  EK indoor - 3.06,99